# Broumov (ort i Tjeckien, Hradec Králové)
Broumov (tidigare tyskt namn Braunau) är en stad i Tjeckien.   Den ligger i regionen Hradec Králové, i den nordöstra delen av landet, 150 km öster om huvudstaden Prag. Broumov ligger 415 meter över havet och antalet invånare är 8 254.
Terrängen runt Broumov är kuperad åt nordväst, men åt sydost är den platt.Runt Broumov är det ganska tätbefolkat, med 134 invånare per kvadratkilometer. Broumov är det största samhället i trakten. Trakten runt Broumov består till största delen av jordbruksmark.